# Свистуха (Голишмановський міський округ)
Свисту́ха (рос. Свистуха) — присілок у складі Голишмановського міського округу Тюменської області, Росія.
Населення — 88 осіб (2010, 96 у 2002).
Національний склад станом на 2002 рік:
- росіяни — 81 %